# Neprylizyna

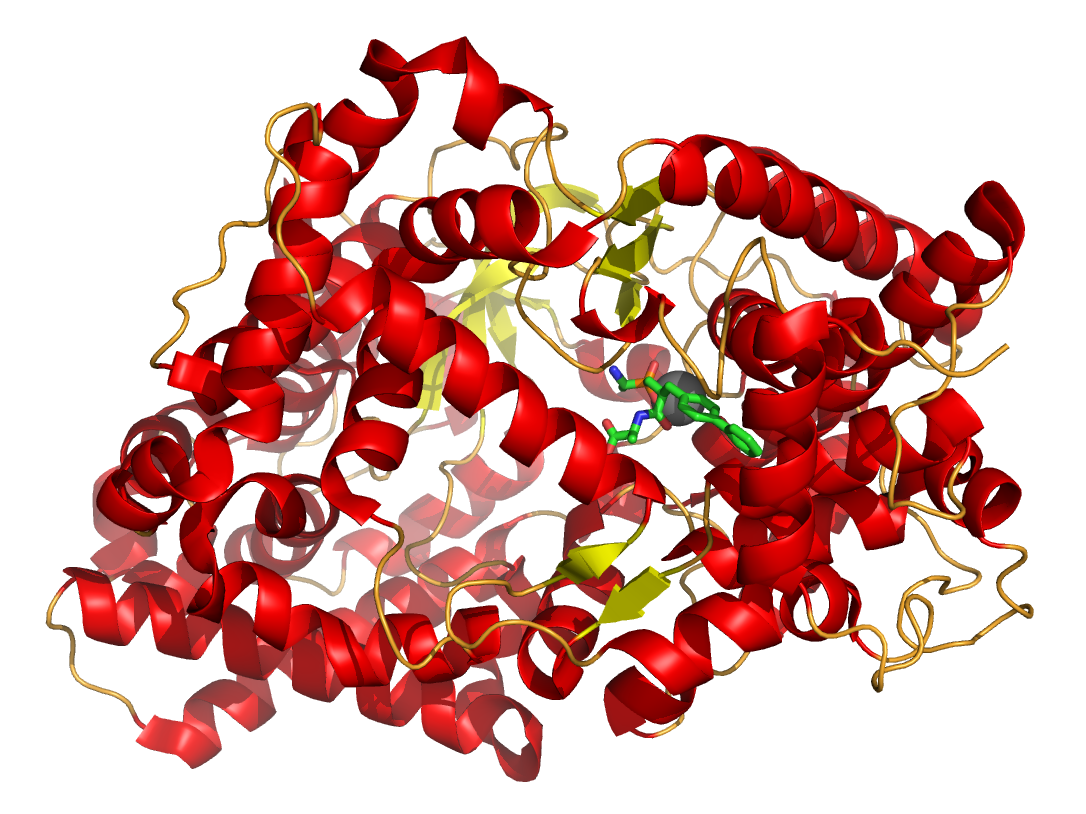
Neprylizyna

Neprylizyna (NEP, inne nazwy: CD10, CALLA, membrane metallo-endopeptidase - MME, EC 3.4.24.11) – enzym proteolityczny z grupy metaloproteaz, należy do peptydaz błonowych. Jest to w istocie integralne białko błonowe zbudowane z 749 aminokwasów i kodowane przez gen MME znajdujący się na chromosomie 3. 700 aminokwasów C-końcowych tworzy hydrofilowy fragment pozakomórkowy, natomiast 25 aminokwasów N-końcowych hydrofilowy fragment cytoplazmatyczny, zaś pozostały 24-aminokwasowy fragment hydrofobowy może służyć zarówno jako fragment przezbłonowy, jak i peptyd sygnałowy.
Neprylizyna ulega ekspresji na szerokim spektrum komórek i występuje szczególnie obficie w nerkach. Poza tym jest ważnym markerem w rozpoznaniu ostrej białaczki limfoblastycznej (ALL). To białko znajdowane jest na komórkach leukemicznych fenotypu pre-B, które są obecne w 85% przypadków ALL.
Neprylizyna jest metaloproteazą zależną od atomu cynku, która unieczynnia kilka białkowych hormonów, między innymi: glukagon, enkefaliny, substancję P, neurotensynę, oksytocynę i bradykininę. Oprócz tego rozkłada amyloid beta którego akumulacja jest związana z patogenezą choroby Alzheimera.